# El Hito
El Hito ist eine Gemeinde (Municipio) und ein Dorf mit 130 Einwohnern (Stand: 2024) in der Provinz Cuenca in der Autonomen Region Kastilien-La Mancha. 

## Lage
El Hito liegt etwa 58 Kilometer westsüdwestlich von Cuenca in einer Höhe von ca. 870 m. 

## Bevölkerungsentwicklung
| 1970 | 1981 | 1991 | 2001 | 2011 | 2021 |
| ---- | ---- | ---- | ---- | ---- | ---- |
| 481  | 320  | 279  | 227  | 178  | 160  |

## Sehenswürdigkeiten

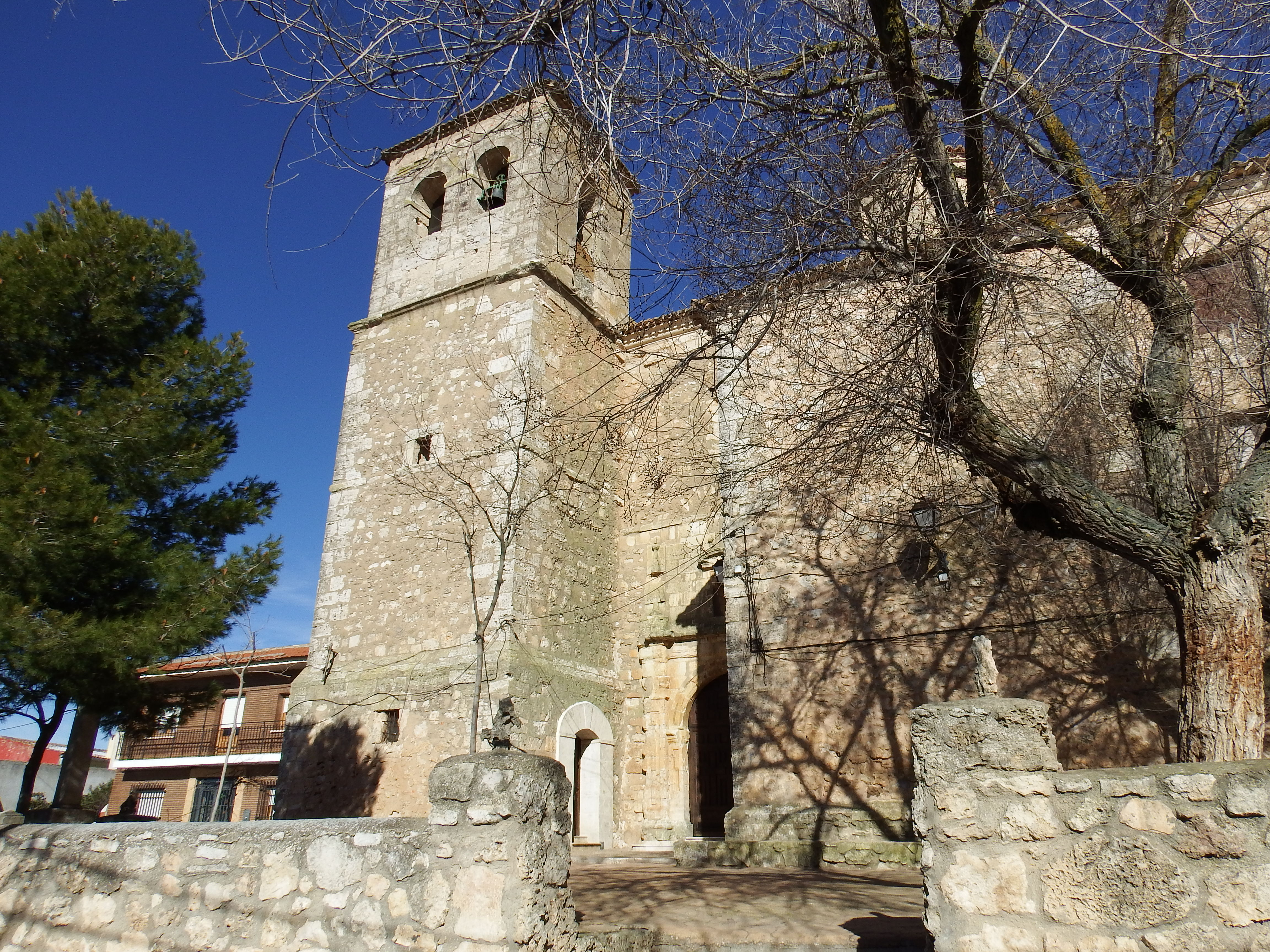
Kirche Mariä Himmelfahrt
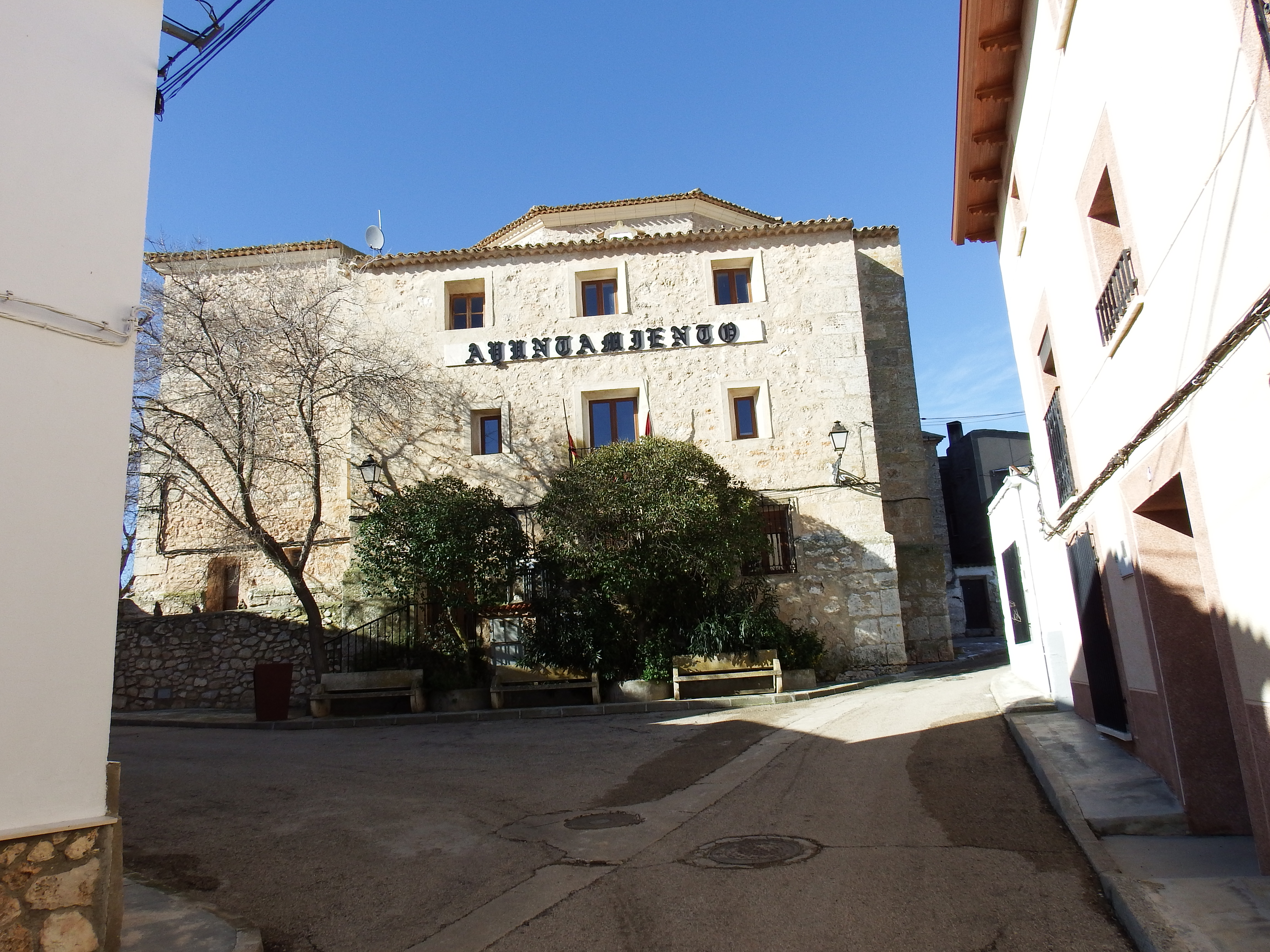
Rathaus

- Kirche Mariä Himmelfahrt
- Rathaus

## Persönlichkeiten
- Gaspar José Vázquez Tablada (1688–1749), Bischof von Oviedo (1745–1749)